# Tolna vármegyei labdarúgó-bajnokság (első osztály)
A Tolna vármegyei első osztály a megyében zajló bajnokságok legmagasabb osztálya, országos szinten negyedosztálynak felel meg. A bajnokságot a megyei szövetség írja ki. A bajnok az NB III-ban folytathatja.

## Csapatok 2014/2015
2014/2015-ben az alábbi csapatok szerepelnek a bajnokságban:
| Csapat              | Település   |
| ------------------- | ----------- |
| Bátaszék SE         | Bátaszék    |
| Bonyhád Völgység LC | Bonyhád     |
| Dombóvári FC        | Dombóvár    |
| Dunaföldvár FC      | Dunaföldvár |
| Kakasd SE           | Kakasd      |
| Kisdorogi FC        | Kisdorog    |
| Kölesd SE           | Kölesd      |
| Majosi SE           | Bonyhád     |
| Őcsény SK           | Őcsény      |
| Paksi FC II         | Paks        |
| Szedres SE          | Szedres     |
| Tamási 2009 FC      | Tamási      |
| Tevel SE            | Tevel       |
| Tolna VFC           | Tolna       |